# Трудный возраст (фильм, 2012)
Трудный возраст (англ. Girl in Progress) — американский драматический фильм 2012 года режиссёра Патрисии Ригген по сценарию Хирама Мартинеса. В главных ролях снялись Ева Мендес, Мэттью Модайн, Патрисия Аркетт, Эухенио Дербес и Сьерра Рамирес.

## Сюжет
17-летняя Ансиедад Гутьеррес (Сьерра Рамирес) живёт в Лос-Анджелесе со своей матерью-одиночкой Грейс (Ева Мендес), которая работает медсестрой. Ансиедад чувствует себя не в своей тарелке в старшей школе и мечтает поскорее стать взрослой.
На уроке литературы Ансиедад узнаёт о нескольких классических историях взросления, после чего она решается на радикальные меры, чтобы поскорее повзрослеть. Она начинает курить, краситься, одеваться как взрослая и флиртовать с мальчиками.
Однако её попытки стать взрослой приводят к непредвиденным последствиям. Она ссорится с матерью, попадает в неприятности в школе и рискует своим здоровьем.

## В ролях
| Имя             | Роль               |
| --------------- | ------------------ |
| Ева Мендес      | Грейс Гутьеррес    |
| Сьерра Рамирес  | Ансиедад Гутьеррес |
| Мэттью Модайн   | доктор Хартфорд    |
| Патрисия Аркетт | мисс Рейнольдс     |
| Эухенио Дербес  | Эмилио             |

## Производство
Съёмки фильма проходили в Лос-Анджелесе, Калифорния, с 20 июня по 10 августа 2011 года.

## Релиз
Фильм был выпущен в ограниченный прокат в США 11 мая 2012 года.

## Критика
Манохла Даргис из New York Times охарактеризовала фильм Как «Трогательная, но не всегда убедительная история о взрослении, которая пытается совместить в себе комедию, драму и социальную критику.»
Кирк Ханикатт из The Hollywood Reporter охарактеризовал фильм Как «Забавная и трогательная история о взрослении, которая понравится зрителям всех возрастов.»
Джастин Чанг из Variety охарактеризовал фильм «Трудный возраст» Как «Хорошо снятая, но несколько предсказуемая история о взрослении, которая не всегда достигает своей цели.»

## Награды
- 2012 — Imagen Award — Лучшая молодая актриса — кино (Сьерра Рамирес)
- 2012 — ALMA Award — Специальная награда (Ева Мендес)